# Rhinagrion mima
Rhinagrion mima är en trollsländeart som först beskrevs av Karsch 1891.  Rhinagrion mima ingår i släktet Rhinagrion och familjen Megapodagrionidae. IUCN kategoriserar arten globalt som livskraftig. Inga underarter finns listade i Catalogue of Life.